# Wertham
Wertham, pseudonimo di Marco Deplano (...), è un musicista italiano.

## Biografia
Marco Deplano nel 1994 iniziò a sviluppare, con lo pseudonimo di Wertham, un progetto di power electronics, partendo da un'avversione ai dogmi religiosi, morali, politici e ideologici che formarono i temi da lui maggiormente trattati, tentandone un'analisi che prende spesso le mosse dai loro lati più estremi.
Nei primi anni duemila, Marco Deplano, assieme a John Murphy e Richard Leviathan, forma il gruppo Foresta di Ferro che pubblica un album, Bury Me Standing, e alcuni singoli ed EP tra il 2002 e il 2005 per l'etichetta austriaca Hau Ruk!, sottoetichetta della WKN di proprietà di Albin Julius. In questo periodo Deplano collabora inoltre con il gruppo di Julius, Der Blutharsch, prestando la voce nell'album Time Is Thee Enemy! del 2003.
Nel 2014 assieme agli Uncodified di Corrado Altieri e Simon Balestrazzi, produce un concept album dedicato alle storie di sangue e vendetta della Sardegna.
Nel 2015 Wertham prende parte all'ensemble New Processean Order di Alessandro Papa, partecipando all'album CrucifEgo.

## Discografia

### Discografia solista

#### Album
- 1996 - Born To Rise Hell
- 1996 - Split Tape 1996 split con Origami Replika
- 1998 - Womanhood-Domestic Violence As The Last Kind Of Self Defense split con Discordance
- 2007 - Una Vita Fatta A Pezzi
- 2008 - Memories From The Pigsty
- 2008 - Roma & Yerushalayim split con Drone Lebanon
- 2009 - Sleaze
- 2009 - Prey
- 2013 - Vindicta I split con Uncodified
- 2013 - Ramraiding Thee Abyss split con Grey Wolves e Survival Instinct
- 2014 - Vindicta I split con Uncodified
- 2015 - Contempt split con Le Cose Bianche
- 2015 - By Blood : In Blood split con Slogun
- 2016 - Vindicta III split con Uncodified

#### Raccolte
- 2014 - Tell Me The Truth

#### EP
- 2007 - Body Jigsaw
- 2007 - Anticitizen
- 2013 - Lombroso
- 2013 - Mutant Ape/Wertham split con Mutant Ape
- 2014 - Lombroso II

#### Singoli
- 1999 - Satin Touch
- 2004 - Skin And Bones/Sulla Collina Dei Suicidi split con Macelleria mobile di mezzanotte
- 2007 - Good Intentions
- 2008 - Streetcleaner
- 2008 - Ivs Primae Noctis/Wertham split con Ivs Primae Noctis
- 2014 - Maladolescenza

#### Partecipazioni
- 2005 - AA.VV. Koji Tano (2005 - ∞) - A Tribute con il brano 31.07.2005
- 2009 - AA.VV. Songs For A Child: A Tribute To Pier Paolo Pasolini con il brano 30.09.1949

#### Collaborazioni
- 2003 - Der Blutharsch Time Is Thee Enemy!
- 2015 - New Processean Order CrucifEgo

### Discografia con Foresta di Ferro

#### Album
- 2003 - Bury Me Standing

#### EP
- 2002 - Bulli e pupe split con Nový Svět
- 2005 - Millenni split con Varunna

#### Singoli
- 2003 - Combat Folk